# Embraer EMB-500
Die Phenom 100 (Typenbezeichnung EMB-500) ist ein Very Light Jet (VLJ) des brasilianischen Flugzeugherstellers Embraer.

## Entwicklung
Der Erstflug der Phenom 100 fand am 26. Juli 2007 in São Paulo statt. Die Zulassung der brasilianischen Luftaufsichtsbehörde ANAC wurde am 9. Dezember 2008 erteilt, die der FAA am 12. Dezember 2008 und die der EASA am 24. April 2009. Das erste Flugzeug wurde am 24. Dezember 2008 an den Endkunden übergeben. Die Fertigung erfolgt in den Werken Botucatu in Brasilien, bei der Neiva Aeronautic Industry (einer Tochtergesellschaft von Embraer) und in Melbourne im US-amerikanischen Bundesstaat Florida. Die Typenbezeichnung des Jets ist EMB-500, wobei die Marketingbezeichnung Phenom 100 lautet.
2017 erschien eine überarbeitete Version der Phenom 100. Unter anderem gibt es neue Fluginstrumente und modifizierte Triebwerke mit mehr Leistung, welche die Hot-and-High-Fähigkeiten verbessern, um die benötigte Startstrecke zu verkürzen und die modifizierte Phenom 100 schneller steigen lassen. Neben dem mexikanischen Geschäftsfluganbieter Across hat auch Emirates für ihre zukünftige Pilotenausbildung die modifizierte Phenom 100 bestellt.

## Technische Daten

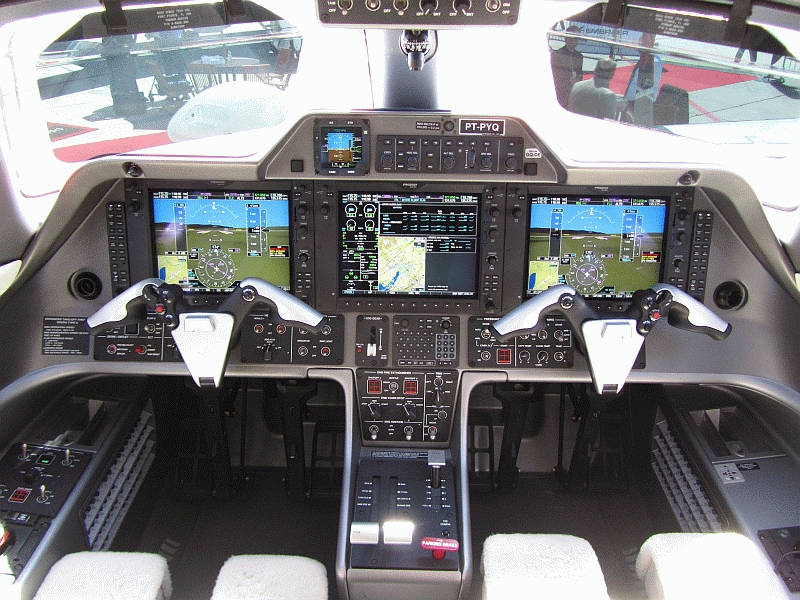
Das Cockpit einer Phenom 100

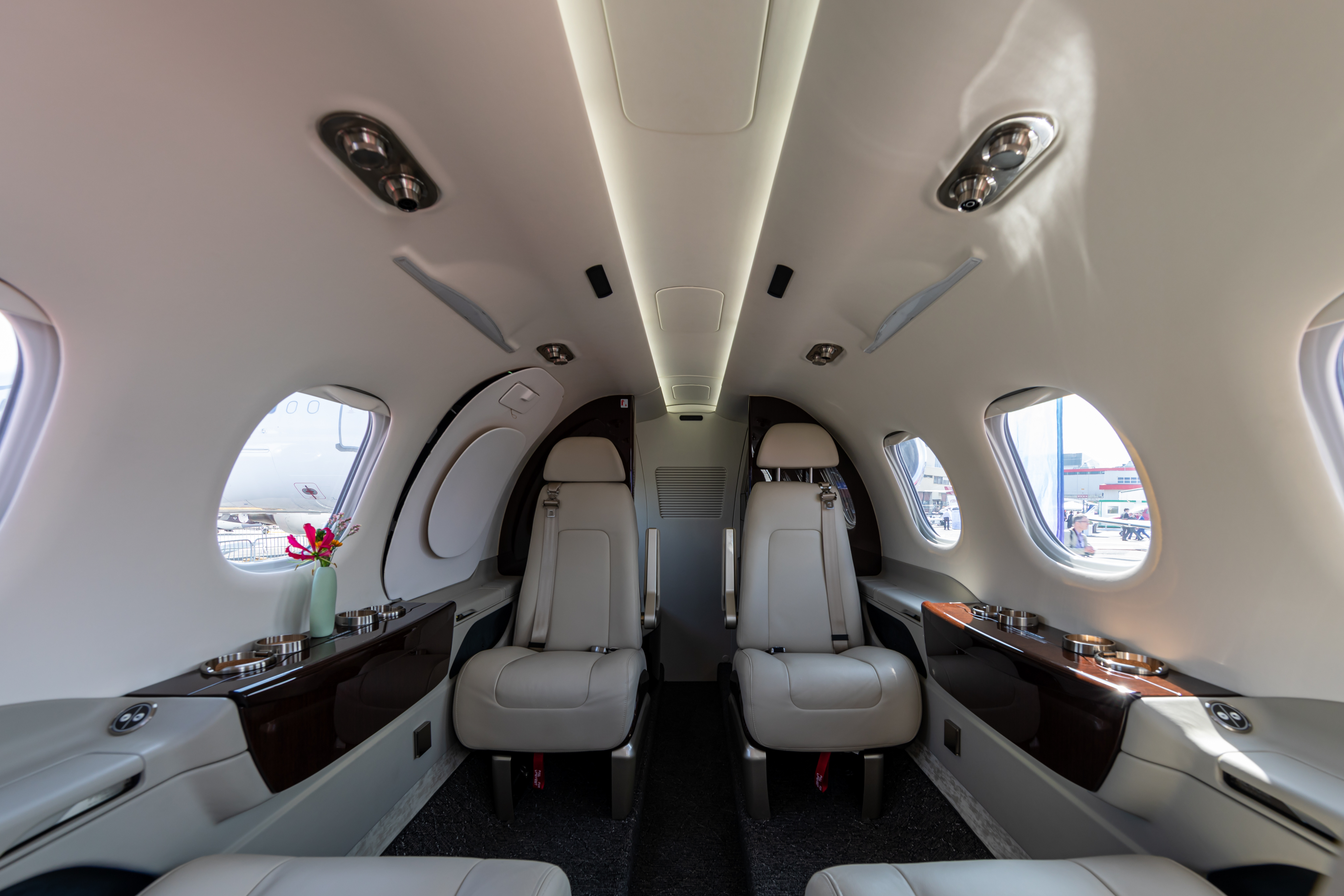
Kabine einer Phenom 100EV

Die Maschine hat in ihrer normalen Konfiguration eine Kapazität für vier Passagiere und kann bis zu sechs Passagiere befördern, wenn die Toilette entfernt wird. Sie hat eine maximale Reichweite von etwa 2100 Kilometern und eine Reisegeschwindigkeit von bis zu 700 km/h. Ihr Rumpf und die Flügel sind konventionell aus Aluminiumlegierungen, das Leitwerk jedoch aus kohlenstofffaserverstärktem Kunststoff gefertigt.

### Allgemeine Eigenschaften
- Besatzung: 1 oder 2 Piloten
- Kapazität: 4 bis 6 Passagiere
- Länge: 12,82 m
- Flügelspannweite: 12,3 m
- Flügelfläche: 18,76 m2
- Höhe: 4,35 m
- Kabinenhöhe: 1,5 m
- Kabinenbreite: 1,55 m
- max. Startmasse: bis zu 4800 kg
- Triebwerk: 2× Pratt & Whitney Kanada PW617F mit je 7,19 kN Schub
- Reichweite: 2100 km
- Startstrecke: 1036 m
- Preis: ~4,40 Millionen US-Dollar

## Zwischenfälle
Am 8. Dezember 2014 stürzte eine Phenom 100 beim Anflug auf Montgomery County Airpark in ein Wohngebiet in Gaithersburg, Maryland. Die drei Insassen sowie drei Bewohner eines Hauses kamen bei dem Unfall ums Leben.